# Kaplica św. Jana Chrzciciela w Krakowie
Kaplica św. Jana Chrzciciela – kaplica pw. śś. Jana Chrzciciela i Jana Ewangelisty znajdująca się w Krakowie, na Prądniku Czerwonym.

## Historia
W 1594 kardynał Jerzy Radziwiłł wyraził zgodę na postawienie w tym miejscu kaplicy. Drewniana kaplica wybudowana w 1604 niebawem spłonęła. Obecna murowana, wzniesiona została w 1642 roku. Fundatorem był przeor krakowskich dominikanów Jan Morski. Konsekrowana przez biskupa krakowskiego Tomasza Oborskiego, pod wezwaniem śś. Jana Chrzciciela i Jana Ewangelisty. Do 1910 w ołtarzu głównym znajdował się wizerunek Matki Boskiej Łaskawej do którego w hołdzie, w dzień odpustu św Jana Chrzciciela przybywało z procesją Bractwo Różańcowe z kościoła Dominikanów.

## Architektura
Barokowa kaplica jest budowlą centralną nakrytą kopułą z latarnią. Nad portalem znajduje się tablica erekcyjna z 1642 roku.
Wewnątrz kaplicy zachowała się polichromia z XVIII wieku wyobrażająca sceny z życia św. Jana Chrzciciela. Na ścianie znajduje się epitafium Jana Andrzeja Gorizuttiego, chorążego wojsk cesarskich, który zginął w 1657 r. podczas wyzwalania Krakowa z rąk szwedzkich.
Kaplica została wybudowana na terenie należącym do klasztoru Dominikanów. W otoczeniu budowli znajduje się cmentarzyk z XVIII wieku, na którym chowano zakonników dominikańskich zmarłych na panującą wówczas zarazę. Obecnie kaplica znajduje się w parafii św. Jana Chrzciciela, a obok niej usytuowany jest kościół św. Jana Chrzciciela, wybudowany w latach 80. XX wieku.
W trakcie remontu finansowanego przez Społeczny Komitet Odnowy Zabytków Krakowa rozpoczętego w 2008 znaleziono XVII-wieczne zacheuszki. Okazało się też, że autor polichromii namalował latarnię w stylu mauretańskim.

## Galeria

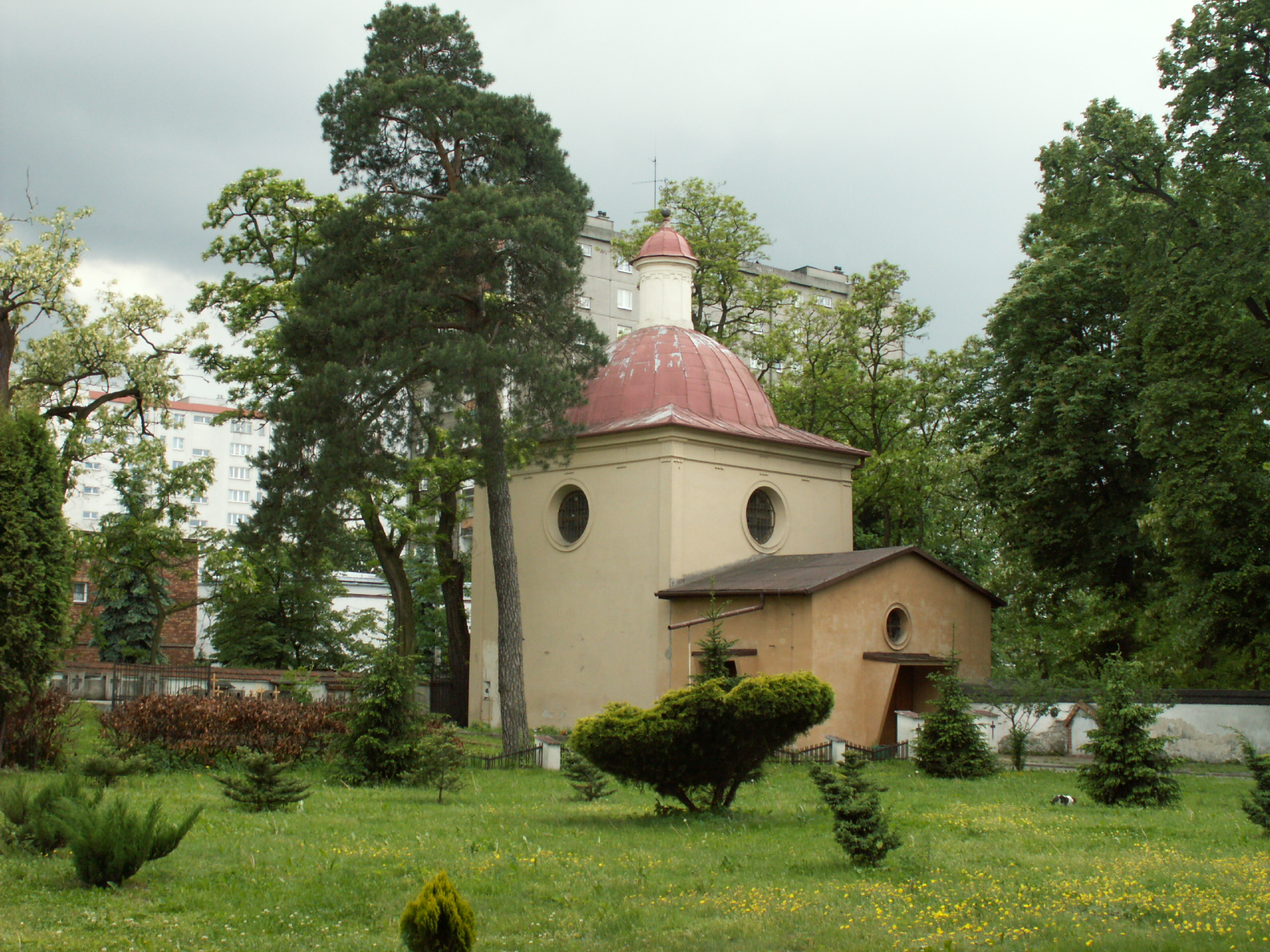
Kaplica św. Jana Chrzciciela (2006)
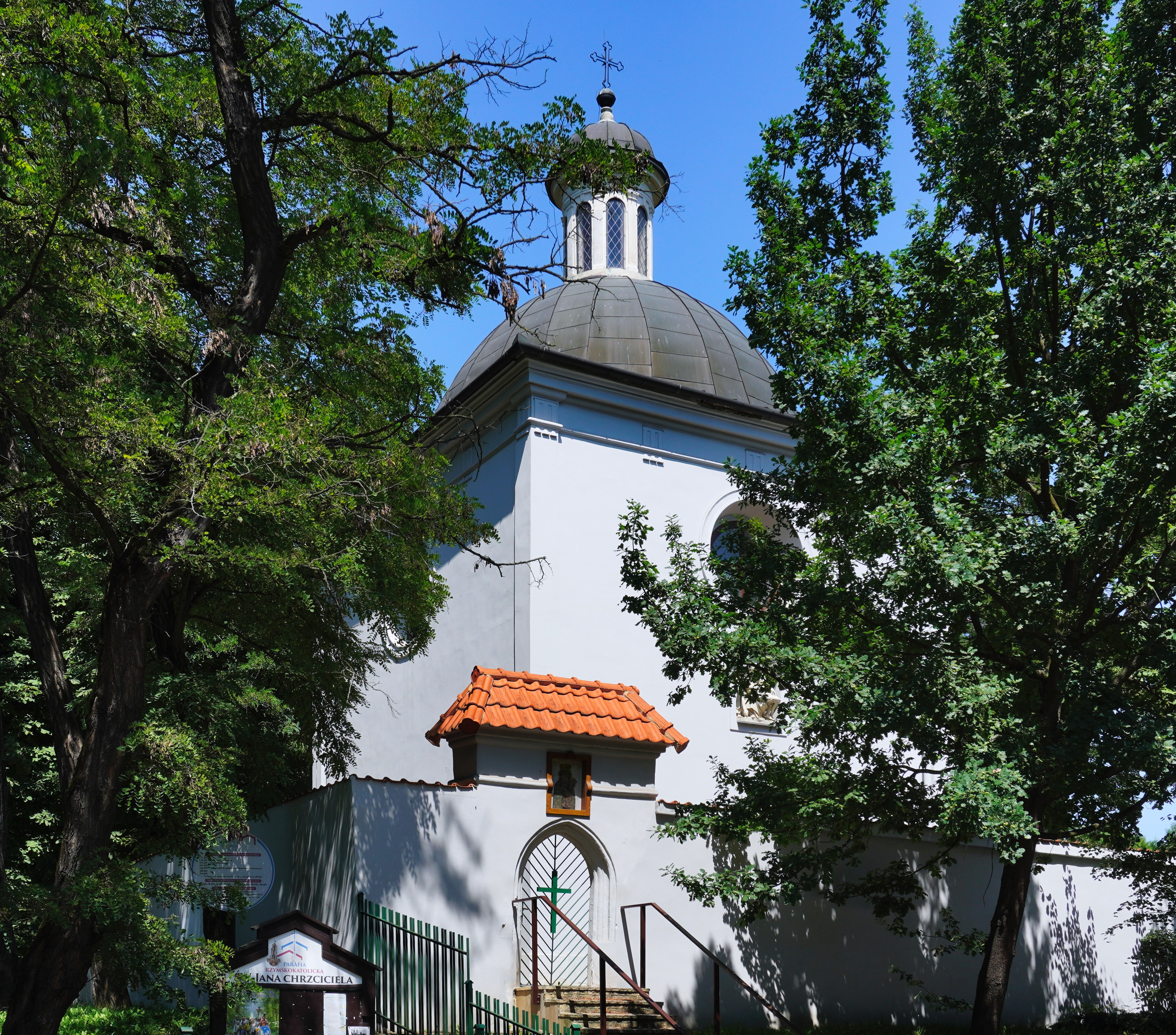
Widok od południa, z ulicy Dobrego Pasterza